# Pauline Sperry
Pauline Sperry   (Peabody, 5 de març de 1885 - Pacific Grove, 24 de setembre de 1967) va ser una matemàtica nord-americana.

## Vida i Obra
Filla d'un pastor de l'església congregacional, ella mateixa va ser membre de la Societat Religiosa d'Amics (els quàquers) i, secretament, filantropa. Sperry va estudiar al Olivet College (Michigan) i al Smith College de Massachusetts, una institució d'ensenyament superior destinada a dones, en la qual es va graduar el 1906.
Després d'un curs donant classes al Hamilton College de Nova York, va retornar de professora de matemàtiques al Smith College. El 1912 va anar a ampliar estudis a la universitat de Chicago, en la qual va obtenir el màster el 1914 i el doctorat el 1916 sota la direcció d'Ernest Wilczynski.
El curs següent va ser professora al Smith College i el 1917 es va incorporar al departament de matemàtiques de la universitat de Califòrnia a Berkeley en la qual va romandre com professora fins al 1950 en que va ser expulsada, juntament amb una altra quarantena de professors, per negar-se a signar el jurament de fidelitat que exigia el consell rector de la universitat en l'època del maccarthisme. Tot i que després de litigar, el Tribunal Suprem de Califòrnia va considerar inconstitucional aquest requisit del jurament, ja no va tornar a l'activitat docent, sinó que es va dedicar a les seves causes socials des de la seva casa a Carmel a la península de Monterey.